# Eurya megatrichocarpa
Eurya megatrichocarpa är en tvåhjärtbladig växtart som beskrevs av Ho Tseng Chang. Eurya megatrichocarpa ingår i släktet Eurya och familjen Pentaphylacaceae. Inga underarter finns listade i Catalogue of Life.